# Twin Barrels Burning
Twin Barrels Burning is een studioalbum van Wishbone Ash. Het is het album dat het meest richting de moderne hardrock op ging (gezien vanuit de jaren ’80). Het is in vergelijking tot andere albums steviger van klank. Het album zette deels de trend voor New Wave of British Heavy Metal. Wishbone Ash voegde met dit album alweer een bassist aan haar rijtje toe. In het verlengde van John Wetton kwam nu Trevor Bolder van Uriah Heep WA versterken. Hij bleef van 1981 tot en met 1983 bij de band, daarna keerde hij terug naar Heep.
Het album had ook succes in de Britse albumlijst; het behaalde in 5 weken de 22e plaats (plaatsen 89, 86, 22, 65, 56). Het is opgenomen in de Sol Studio, Cookham.    

## Musici
- Andy Powell – gitaar, zang
- Laurie Wisefield – gitaar, zang
- Trevor Bolder – basgitaar, zang
- Steve Upton – slagwerk

## Muziek
Alle van Powell, Wisefield, Upton

| Nr. | Titel                 | Duur |
| --- | --------------------- | ---- |
| 1.  | Engine overheat       | 4:06 |
| 2.  | Can’t fight love      | 4:00 |
| 3.  | Genevieve             | 3:36 |
| 4.  | Me and my guitar      | 4:01 |
| 5.  | Hold on               | 4:51 |
| 6.  | Streets of shame      | 4:37 |
| 7.  | No more lonely nights | 5:17 |
| 8.  | Angels have mercy     | 3:55 |
| 9.  | Wind up               | 5:04 |

Me and my guitar is geproduceerd door Wishbone Ash en Nigel Gray; het is opgenomen in de Surrey Studio te Leatherhead.